# Le Populaire

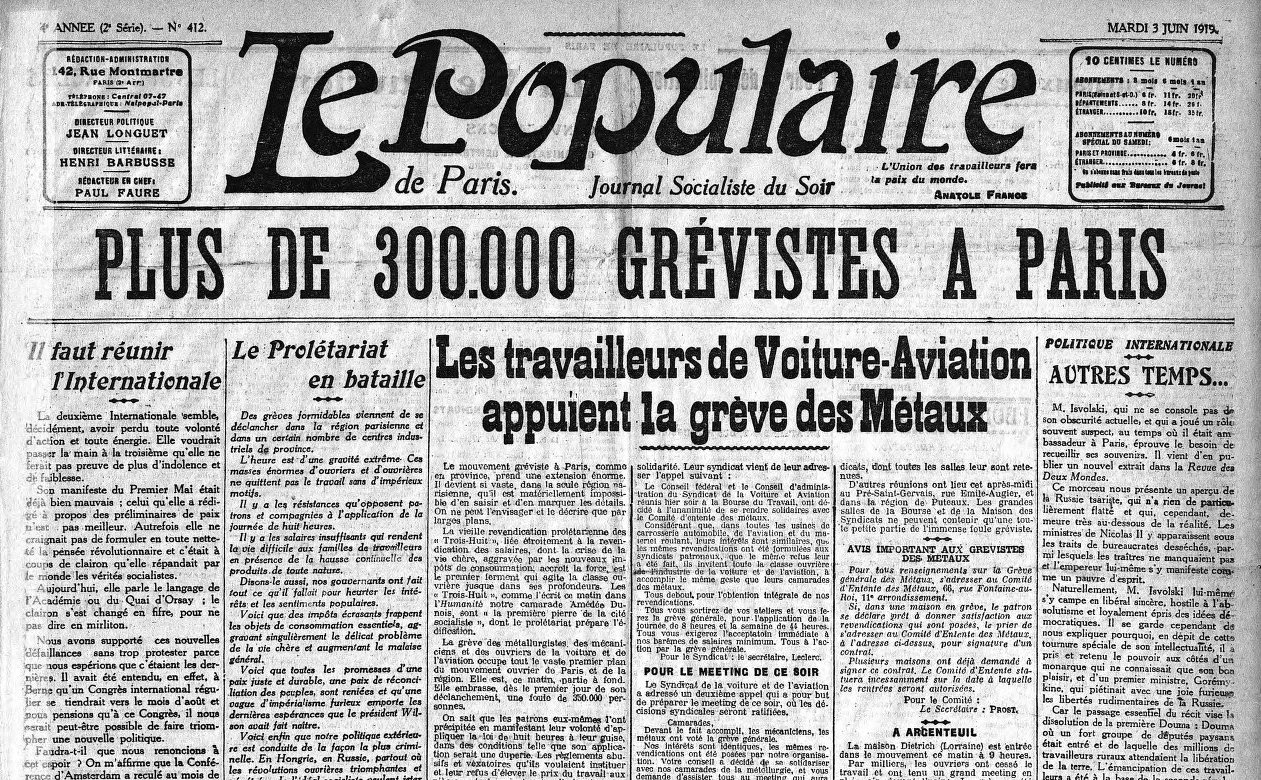
Une du Populaire journal socialiste 3 juin 1919

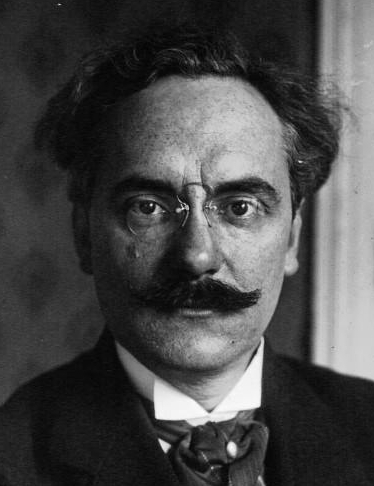
Jean Longuet

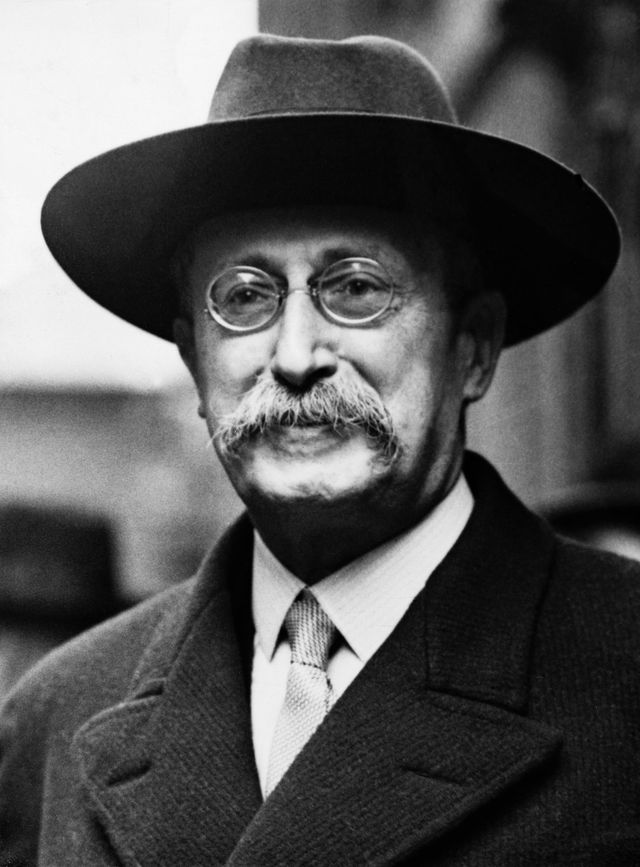
Léon Blum

Le Populaire war eine französische sozialistische Zeitung, die von 1916 bis 1970 erschien.

## Geschichte
Le Populaire wurde am 1. Mai 1916 als zunächst wöchentlich erscheinende Zeitschrift für sozialistische und internationalistische Propaganda von Minderheitssozialisten (die der Union sacrée ablehnend gegenüberstanden) mit Unterstützung des Verbands der Haute-Vienne gegründet, der seit 1905 die Tageszeitung Le Populaire du Centre besaß.
Jean Longuet, ein Enkel von Karl Marx, war der erste politische Direktor, mit Maurice Delépine als Redaktionsleiter und dem Limousiner Léon Berland als Verwalter. Die Zeitung zog schnell nach Paris; unter der Leitung von Jean Longuet wurde sie am 11. April 1918 in eine Pariser Abendzeitung umgewandelt. Die Auflage des Populaire stieg von 20.000 auf 50.000 Exemplare im Jahr 1919. Unterstützt wurde sie von den Amis du Populaire und dem Fest des Populaire am 10. August 1919 in Garches, einem Vorläufer des heutigen Fête de l’Humanité. Nach dem Übergang von L’Humanité zur Kommunistischen Partei, die auf dem Kongress von Tours die Mehrheit hatte, wurde Le Populaire 1921 zum Organ der Section française de l’Internationale ouvrière (SFIO), doch schon 1920 hatte sie stark an Reichweite verloren. 
Die Zeitung wurde zu Le Populaire de Paris und offiziell von Léon Blum und Jean Longuet, praktisch von ihrem Chefredakteur Paul Faure geleitet. Von Juni 1924 bis 1927 erschien sie zweimonatlich mit Paul Faure als politischem Direktor, Adéodat Compère-Morel als Verwaltungsdirektor und Jean-Baptiste Séverac als Chefredakteur. Am 22. Januar 1927 erschien sie erneut als Tageszeitung unter der alleinigen Leitung von Léon Blum.
Die Auflage war geringer als die von L’Humanité und betrug um 1939 etwa 60.000 Exemplare. Oreste Rosenfeld war ab 1932 Chefredakteur, Compère-Morel kümmerte sich um die Verwaltung. Léon Blum blieb bis zu seinem Tod 1950 amtierender politischer Direktor. Während seiner Regierungszeit in den Jahren 1936–1937 und 1938 wurde er von Alexandre Bracke vertreten. Jean-Baptiste Lebas, Abgeordneter und Bürgermeister von Roubaix, übernahm nach Compère-Morel die administrative Leitung der Zeitung bis zu seinem Eintritt in die Regierung 1936.
Nach der deutschen Invasion im Mai/Juni 1940 stellte Le Populaire sein Erscheinen ein. Das von Daniel Mayer im März 1941 gegründete Comité d’action socialiste (CAS) schuf sich ein Organ, Socialisme et Liberté, das im Mai 1942 in Le Populaire clandestin (unterirdisch) umbenannt wurde. Am Vorabend der Befreiung hatte die Zeitung laut einem anonymen Bericht der SFIO im Untergrund eine Auflage von etwa 70.000 Exemplaren.
Vom Sommer 1944 bis zum Sommer 1946 wurde Le Populaire zu einer der wichtigsten Pariser Tageszeitungen (263.000 Exemplare Ende September 1944, zweithöchste landesweite Auflage nach L’Humanité), aber danach ging es bergab. Robert Verdier assistierte Blum von 1946 bis 1950 bei der Leitung und wurde dann bis 1954 sein Nachfolger. Nach Pierre Herbaut (1959–1963), einem engen Vertrauten von Guy Mollet, übernahm Gérard Jaquet eine Zeit lang die Leitung (1963–1965) mit Claude Fuzier als Stellvertreter und dann als Nachfolger (1965–1970). In den 1960er Jahren nahmen die Schwierigkeiten zu, und die Zeitung stellte am 28. Februar 1970 ihr Erscheinen ein.